# Metro d'Osaka
La Xarxa de Ferrocarril Ràpid de la Ciutat d'Osaka (大阪市高速電気軌道, Ōsaka shi kōsoku denki kidō), sovint abreujat com a Metro d'Osaka (大阪メトロ, Ōsaka Metoro) és un sistema de metro que funciona a la ciutat d'Osaka i a part del Keihanshin al Japó. El servici va ser inaugurat el 1933, sent el segon metro d'Àsia i va estar administrat fins al 2018 pel Departament de Transport d'Osaka, de titularitat pública. Des de 2018 està administrat per una empresa de titularitat mixta anomenada "Osaka Metro Co.".

## Història
L'any 1933 el Departament de Transport d'Osaka va inaugurar la línia Midōsuji amb una ruta des de l'estació d'Umeda, al barri d'Umeda, fins a l'estació de Shinsaibashi. L'any 1942 s'inaugurà la línia Yotsubashi, no inaugurant-se cap més fins passada la postguerra. La línia Imazatosuji és la més moderna de tota la xarxa, havent estat inaugurada l'any 2006. Des de la fundació de la companyia fins a l'any 2018, aquesta va estar dirigida per un consorci públic depenent del Consell Municipal d'Osaka i de la seua regidoria de transport urbà amb el nom de Metro Municipal d'Osaka (大阪市営地下鉄, Osaka shiei chikatetsu). Fruit de la privatització del servei, es fundà la nova empresa Osaka Metro Co., la qual també gestiona la Osaka City Bus, filial d'autobusos privada i successora de l'antiga empresa municipal, la Ōsaka shiei basu (大阪市営バス) o Autobusos Municipals d'Osaka.

## Línies

### Metro d'Osaka
| Color i icona | Color i icona | No.    | Nom                             | Nom original   | Inaugurada | Darrera extensió | Llargaria | Estacions |
| ------------- | ------------- | ------ | ------------------------------- | -------------- | ---------- | ---------------- | --------- | --------- |
| Roig          |               | 1      | Línia Midōsuji                  | 御堂筋線       | 1933       | 1987             | 24,5 km   | 20        |
| Morat         |               | 2      | Línia Tanimachi                 | 谷町線         | 1967       | 1983             | 28,1 km   | 26        |
| Blau          |               | 3      | Línia Yotsubashi                | 四つ橋線       | 1942       | 1972             | 11,4 km   | 11        |
| Verd          |               | 4      | Línia Chūō                      | 中央線         | 1961       | 1985             | 17,9 km   | 14        |
| Rosa          |               | 5      | Línia Sennichimae               | 千日前線       | 1969       | 1981             | 12,6 km   | 14        |
| Marró         |               | 6      | Línia Sakaisuji                 | 堺筋線         | 1969       | 1993             | 8,5 km    | 10        |
| Llima         |               | 7      | Línia Nagahori Tsurumi-ryokuchi | 長堀鶴見緑地線 | 1990       | 1997             | 15 km     | 17        |
| Taronja       |               | 8      | Línia Imazatosuji               | 今里筋線       | 2006       | -                | 11,9 km   | 11        |
| Total:        | Total:        | Total: | Total:                          | Total:         | Total:     | Total:           | 129,9 km  | 123       |

### Altres sistemes
| Color i icona | Color i icona | No. | Nom                   | Nom original       | Inaugurada | Darrera extensió | Llargaria | Estacions |
| ------------- | ------------- | --- | --------------------- | ------------------ | ---------- | ---------------- | --------- | --------- |
| Blau cel      |               | 1   | Línia Nankō Port Town | 南港ポートタウン線 | 1981       | 2005             | 7,9 km    | 10        |

### Línies compartides
El Metro d'Osaka comparteix les vies i línies amb l'empresa de ferrocarril privada Ferrocarril Kinki Nippon (Kintetsu), Hankyū i el Ferrocarril Exprés del Nord d'Osaka.
| Color i icona | Color i icona | No.    | Nom                          | Nom original     | Inaugurada | Darrera extensió | Llargaria | Estacions |
| ------------- | ------------- | ------ | ---------------------------- | ---------------- | ---------- | ---------------- | --------- | --------- |
| Roig          |               | 1      | Línia Kitakyū Nanboku        | 北大阪急行電鉄   | 1970       | 1970             | 5,9 km    | 4         |
| Verd          |               | 2      | Línia Keihanna               | 近鉄けいはんな線 | 1986       | 2006             | 18,8 km   | 8         |
| Verd clar     |               | 3      | Línia Senri Hankyū           | 阪急千里線       | 1969       | -                | 13,6 km   | 11        |
| Verd clar     |               | 4      | Línia principal Kyoto Hankyū | 阪急京都本線     | 1969       | -                | 41,1 km   | 22        |
| Total:        | Total:        | Total: | Total:                       | Total:           | Total:     | Total:           | 79,4 km   | 45        |